# Detritus (geologie)
Detritus of detritisch is in de geologie het materiaal dat door verwering en erosie afbreekt en weggenomen wordt. Het vormt door mechanische processen zoals abrasie en desintegratie van gesteente en mineralen. Detritus kan bijvoorbeeld grind, zand, silt of klei zijn. Het bestaat ofwel uit "lithische fragmenten" of "gesteentefragmenten" (fragmenten van een herkenbaar gesteente) ofwel uit mineraalfragmenten (deeltjes die uit een enkel mineraal bestaan). 
Detritus kan door sedimentaire processen getransporteerd en afgezet worden, bijvoorbeeld door de wind, gletsjers, rivieren, meren of zeeën. Het vormt dan onderdeel van een nieuw sediment of sedimentair gesteente. Deze gesteenten kunnen opnieuw worden verweerd en geërodeerd zodat er opnieuw detritus gevormd wordt. Een "detritisch gesteente" is sedimentair gesteente dat voor meer dan 50% uit detritus bestaat. Als sediment minder dan 50% detritus bestaat wordt het een chemisch gesteente genoemd. Chemisch gesteente bestaat hoofdzakelijk uit neergeslagen mineralen. Detritisch gesteente is vaak klastisch gesteente.